# Пистаярви
Пи́стаярви (устар. Ти́хтозеро) — российское озеро в Калевальском и Лоухском районах Республики Карелии.
Площадь поверхности — 39,9 км². Площадь водосборного бассейна — 2410 км².
Через Пистаярви протекает река Писта, в озеро впадают реки Вожма, Охта, Хаукийоки и Шарви.
На озере множество островов. Берега лесисты и отчасти болотисты. На начало XX века было богато рыбой.
На западном берегу озера расположена заброшенная деревня Тихтозеро.